# 工藤氏
工藤氏（くどうし）は、藤原南家の流れをくむ日本の氏族のひとつ。

## 概要
仁寿8年（852年）、藤原為憲の官職が「木工助」であったため「工藤大夫」と称したのが源流（『尊卑分脈』）。為憲の孫は駿河守維景（）。
為憲の子孫は駿河国以外にも伊豆国（狩野郷）、甲斐国などへ移り住んだ。為憲の子維職（）は伊豆押領使となっている（『尊卑分脈』）。
駿河国の工藤氏から入江氏が出た。また工藤為憲の曾孫・入江馬允維清の孫、師清が原姓を自称して原氏となった。師清からは橋爪氏、原田氏、久野氏、孕石氏、小沢氏などが分かれ出た。
その後、駿河国に移住した駿河工藤に対して、東伊豆に移動した工藤氏の一派が「伊豆工藤」と称した。この「伊豆工藤」は後の「伊藤」姓の由来といわれる。また、伊豆工藤氏から分かれた奥州工藤氏は奥州移住前は甲斐国に移住していたことが知られている。
伊豆における工藤氏は平安時代から鎌倉時代にかけて勢力の伸張に従い鮫島氏、狩野氏、伊東氏、河津氏などそれぞれの地名を苗字とするようになった。中でも伊東氏は南北朝時代に日向国に移住し大きく栄えた。
また一族の工藤行政は、鎌倉幕府に仕えた際、鎌倉二階堂に屋敷を構えたのを機に"二階堂"を称し、その子孫は二階堂氏となった。また、奥州工藤氏や狩野氏のように得宗被官化してそれを足がかりを勢力を広げる者もあった。
奥州工藤氏は後に「栗谷川氏（厨川氏）」を名乗り、煙山氏、葛巻氏、田頭氏など多くの分派を広げた。また、遠江国の井伊氏もその後裔と称した。

## 家紋
工藤家の家紋は「庵木瓜（いおりもっこう）」である。庵とは簡素な家、仮住まいのような小さな家のことを指す。なぜ庵を家紋にしたのか未だに明らかにされていないが、理由の1つとして「家」を強く表示するためと言われている。その証しに、庵だけで紋を構成することは少なく、その家の本紋を組み込んでいる。木瓜紋の場合は木瓜の訓み「もっこう」が「木工」に通じることから「木工助」の有職名を表し、さらに庵の中に収めることでその意味を強調している。なお、工藤家の家紋の中には丸に木瓜という物もある。また、庵だけで紋を構成しているのは本家だけという説がある。

## 甲斐武田氏家臣の工藤氏
甲斐国守護で戦国大名である武田氏の家臣には工藤一族の名が見られる。工藤昌祐は守護・武田信縄の側近として活動し、伊勢御師・幸福大夫へ宛て返書に副状を付している。また、工藤祐久も武田信縄もしくはその子息である武田信虎の側近であると考えられており、同様に伊勢・幸福大夫に対する返書に副状を付している。

### 武田信虎家臣の工藤氏
戦国時代には甲斐守護・武田信昌の子息である信縄と油川信恵の間で内訌が発生し、信縄の死後は信虎・信恵間で抗争が発生した。永正5年（1508年）12月5日には信恵に属した都留郡の国衆・小山田弥太郎が信虎に大敗して戦死した。小山田氏一門の境小山田氏の一族である小山田平三はこのとき伊豆国韮山の伊勢宗瑞（北条早雲）を頼り亡命しており、このとき共に亡命した人物として「工藤殿」がいる。この「工藤殿」は後述する工藤下総守虎豊にあたるとも考えられている。

### 武田信玄家臣の工藤氏
信虎の家臣には、『武田三代軍記』によると工藤虎豊がおり、信虎の子・武田信玄の譜代家老には、虎豊の子である工藤昌祐（長門守）と、その弟の工藤祐長（大和守昌秀）がいた。
昌秀は上野国箕輪城の城代を務めている。昌秀の初名は「工藤源左衛門尉」で、永禄12年（1569年）頃には「内藤修理亮」に改名している。
昌祐は箕輪城に在城し、昌秀の代わりを務めていたと考えられている。天正3年（1575年）5月21日の長篠の戦いで昌秀が死去した後も箕輪城に在城し、城代代行を務めていたと考えられている。天正7年（1579年）には昌秀の養子・昌月が箕輪城代として赴任するとこれを補佐する。
工藤喜盛（玄随斎喜盛）は天正8年（1580年）に原貞胤とともに奉行を引き継いだ。
なお、工藤昌祐と工藤喜盛は同一人物とする説と、別人とする説がある。

### 徳川氏家臣の工藤氏
工藤喜盛は、天正10年（1582年）3月の武田氏滅亡後、三河国の徳川家康に仕え、徳川氏の甲斐支配を担った徳川四奉行の一人となった。天正18年（1590年）の徳川氏の関東移封から後の動向は不明で、慶長期にはすでに死去している。

## 工藤一族
- 工藤茂光 … 維景の曾孫。平安時代末期の武将。狩野氏祖（子孫に狩野泰光・狩野一庵・狩野派（画派）など）。
- 工藤祐経 … 平安時代末期から鎌倉時代初期の武将。工藤祐継の子。左衛門尉。子孫は日向国へ下向して戦国大名の日向伊東氏・飫肥藩藩主となる。
- 工藤行光 … 平安時代末期から鎌倉時代初期の武将。（奥州）厨川工藤氏の祖。
- 内藤昌秀（工藤祐長） … 戦国時代の武将。後三条源氏、天野工藤氏の系譜で父は工藤虎豊。のちに甲斐武田氏庶流の内藤氏の名跡を継いだ。武田二十四将の一人。
- 工藤祐長 (伊勢長野工藤氏) … 平安時代末期から鎌倉時代初期の武将。工藤祐経の子。

## 奥州工藤氏
詳細は奥州工藤氏を参照。